# Барчизна
Барчизна (пол. Barczyzna) — село в Польщі, у гміні Некля Вжесінського повіту Великопольського воєводства.
Населення — 95 осіб (2011).
У 1975-1998 роках село належало до Познанського воєводства.

## Демографія
Демографічна структура станом на 31 березня 2011 року:
|          | Загалом | Допрацездатний вік | Працездатний вік | Постпрацездатний вік |
| -------- | ------- | ------------------ | ---------------- | -------------------- |
| Чоловіки | 47      | 9                  | 33               | 5                    |
| Жінки    | 48      | 11                 | 25               | 12                   |
| Разом    | 95      | 20                 | 58               | 17                   |